# 沈梓捷
沈梓捷（1997年9月3日—），中国大陆职业男子篮球运动员，司职中锋，目前效力于CBA联盟的北京控股，同时是中国国家男子篮球队队员，曾为中国国家男子奥运篮球队队员。

## 生平

### 早年
1997年，沈梓捷出生于中国江苏省南京市。虽然他的家庭为体育世家，但其父母出于尊重孩子天性的原因，并未让他过早接触体育训练。在南京市长江路小学就读四年级时，他才开始接受系统的篮球训练。
不久之后，彼时仅接受了40节训练课的沈梓捷被安排代表南京参加于成都举办的全国U13“苗苗杯”篮球赛。在该赛事举办期间，沈梓捷仅是被教练以身高较高的原因派上场“凑数”，且篮球技术仍然较为粗糙，但仍然吸引了深圳市体育运动学校教练戴亿新的注意。比赛结束后，戴亿新四次前往南京登门拜访，最终令沈的家人同意其南下深圳接受系统训练。

### 梯队生涯
在深圳市体育运动学校训练了半年后，东莞新世纪烈豹篮球俱乐部将沈梓捷招入三线队，并将其视为重点培养球员，对其开出了包括每年前往美国接受三个月特训在内的优渥条件。2014年，沈梓捷随东莞烈豹二队参加U17全国男篮青年联赛，在3月10日的总决赛中得到20分及12个篮板，最终随队战胜家乡球队江苏龙三队，获得联赛冠军。同年夏季，其收到了包括堪萨斯大学、俄克拉荷马大学、贝勒大学和休斯敦大学在内的数间美国高校的邀请。9月，他跟随深圳代表队参加2014年广东省男篮甲、乙组锦标赛，并对深圳队获得甲组冠军起到重要作用。次年初，他参加了NBA与FIBA联办的“篮球无疆界”训练营，并获得当期训练营的优秀球员奖。4月初，他以东莞队队员身份参加全国三人篮球锦标赛，并随队取得全国前八名的成绩。7月，沈梓捷代表深圳队参加了广东省第十四届运动会男子篮球甲组比赛，并随队获得冠军。
2015年3月，沈梓捷跟随以广东华南虎二队为基础的深圳队参加中华人民共和国第一届青年运动会男子篮球甲组资格赛。10月18日，其成为该运动会深圳代表团的开幕礼旗手。26日，他随深圳队获得一青会男子篮球甲组比赛冠军，并在总决赛中得到12分、12个篮板，并送出3次助攻。
2016年9月，沈梓捷在升入一线队后再次以二线队队员身份随队参加2016全国男篮青年联赛，并随队获得冠军；其本人则是在总决赛中得到12分，并获得“最佳扣篮”“最佳盖帽”等两个奖项。2017年3月，他在2016-17赛季CBA半决赛期间被抽调回二线队，作为以该队为基础组建的广东队的超龄队员备战中华人民共和国第十三届全国运动会U18男子篮球赛事，但在备战中途被一线队召回。当届全运会上，他于对阵浙江队的半决赛中得到12分及12个篮板，并贡献5次封盖，最终随球队进入总决赛；而在对阵山东队的总决赛上，他得到15分、10个篮板，且仍送出5记封盖，最终带伤率领广东队获得赛事冠军。

### 职业生涯
在东莞烈豹于2015年秋季将主场迁至深圳的同时，沈梓捷亦被由二线队上调至一线队，参加2015-16赛季中国男子篮球职业联赛。然而，其在新秀赛季完全没有获得出场机会。

#### 2016-17赛季
由于孙桐林在该赛季开赛前被深圳烈豹租借至新疆飞虎，因此有传媒猜测沈梓捷会因此得到表现机会。赛季开始前，其随球队参加了“2016年四国男篮精英赛”，并在总决赛中得到全队最高的18分，是为其代表深圳烈豹一线队参加的首系列赛事。
在该赛季第二轮常规赛与广东华南虎对阵的比赛中，沈梓捷以首发球员身份获得4分22秒的出场时间，是为其在CBA赛场的首场比赛。随后在常规赛第九轮与新疆飞虎对阵的比赛中，他得到9分及8个篮板，当中包括5个前场篮板，被认为是与代怀博对球队获胜共同起到重要作用。此后在常规赛第十六轮与浙江猛狮的比赛中，其获得10分、5个篮板；而常规赛第十七轮与浙江金牛对阵时，他在逾半小时的出场时间内获得了13分、11个篮板，并贡献3次助攻，是为其首次获得“两双”数据。在常规赛第二十一轮对阵广东华南虎的比赛中，其得到9分、10个篮板，并贡献5次封盖，当中有3次封盖是对易建联送出。至全明星赛开始前，他平均每场比赛有12.2分钟的出场时间，可得到3.8分、3.5个篮板及送出0.5次助攻。随后在常规赛第三十轮对阵八一火箭的比赛中，他在28.5分钟的出场时间内获得8分及13个篮板。整个赛季，他共于41场比赛中出场，平均每场比赛可得到3.8分、3.3个篮板及贡献0.8次封盖。赛季期间，沈梓捷入选了2017年中国男子篮球职业联赛全明星赛星锐赛南区星锐队，并在比赛中以首发队员身份出场，得到7分及全队最高的13个篮板。
赛季结束后，沈梓捷于2017年3月21日参加了广东实验中学篮球队耐克中国高中篮球联赛出征仪式，并于7月8日出席了该年度“薪火阵营公益篮球训练营”长沙站选拔活动。9月，他作为主力队员随队参加“超级8”国际篮球邀请赛，在对阵高阳猎户座的比赛中得到12分及9个篮板。

#### 2017-18赛季
在这一赛季，沈梓捷加强了罚球方面的练习，并取得了良好效果。在第二十五轮常规赛对阵江苏龙的比赛中，其得到赛季单场得分新高的14分，并以9投8中的罚球命中率成为球队罚球得分第二多的球员。之后在常规赛第三十八轮对阵广州龙狮时，他得到生涯新高的30分及16个篮板。季后赛期间，其发挥并不稳定：在对阵浙江猛狮的四分之一决赛的第三场，其在不到10分钟的出场时间内一分未得，仅得到1个篮板及贡献1次抢断，并发生2次失误；而在第四场，他得到18分、12个篮板及送出2次封盖，并因此与郭晓鹏被视为带领球队获胜的“奇兵”。整个赛季，他平均每场比赛的得分被提升至5.4分。赛季期间，沈梓捷再次入选2018年中国男子篮球职业联赛全明星赛星锐赛南区星锐队，但表现较为平淡。

#### 2018-19赛季
这一赛季被认为是沈梓捷职业生涯的爆发赛季，而他与李慕豪组成的深圳烈豹“双塔”组合同样在多场比赛中起到了非常重要的作用。在第八轮常规赛对阵南京大圣的比赛中，沈梓捷得到了16分、12篮板、3次助攻、3次抢断的全面数据。此后在常规赛第二十三轮对阵广东华南虎时，其在防守易建联及进攻得分等两方面皆有亮眼表现，最终得到全队最高的17分，并获得8个篮板及送出助攻、抢断、盖帽各2次。而在常规赛第二十八轮对阵四川蓝鲸及第四十三轮对阵浙江金牛的比赛中，他分别能获得25分、11个篮板及28分、13个篮板的“两双”数据。整个赛季，其平均每场比赛可得11.7分、7.1个篮板，并贡献1.1次封盖。赛季期间，沈梓捷当选了2018年11月的联赛最佳新锐球员。此外，他还入选了2019年CBA全明星赛正赛的南区明星队替补阵容，并在17分钟的出场时间内得到6分，且全数以扣篮之形式获得。
休赛期间，沈梓捷于2019年8月4日随中国国家男子篮球队参加了姚基金于南宁举办的公益探访活动。9月，他随已经更名为深圳领航者的球队参加当年的“非凡12”比赛，在对阵生力啤酒人的比赛中得到10分、12个篮板。随后，他于当月23日出席了深圳市第一届3×3男子三人篮球联赛新闻发布会。10月初，其随队于韶关参加了“云门山杯”2019中国男子篮球挑战赛。

#### 2019-20赛季
在该赛季常规赛第九轮对阵新疆飞虎的比赛中，沈梓捷得到18分及5个篮板，并在双方打平且距离比赛结束仅余1.7秒时接过队友顾全由己方底线发出的长传球，随后完成了被广泛赞誉为“《绝杀慕尼黑》CBA版”及“CBA最神奇绝杀”的进球。随后在第十二轮常规赛对阵浙江猛狮及第十三轮常规赛对阵四川蓝鲸的比赛中，他分别得到23分、11个篮板及23分、17个篮板。复赛阶段，其仍然有着较为稳定的表现，先是在对阵天津先行者的比赛中得到26分、17个篮板的“大号两双”数据，此后在对阵吉林东北虎的比赛中得到24分及10个篮板。整个赛季，他的平均出场时间达到29.5分钟，可得14.1分及7.8个篮板。赛季期间，沈梓捷在2020年中国男子篮球职业联赛全明星赛首发阵容投票中获得88633票，由此成为该年度全明星赛正赛南区明星队首发队员，最终在正赛得到了6分、1个篮板及贡献助攻、抢断各2次。
赛季结束后，沈梓捷于2020年8月16日与何忠勉共同出席了该年度“易建联杯”三人篮球赛的启动礼，之后于第二日在广州长隆野生动物世界参加了“小小CBA”长隆夏令营开营活动。10月4日，其参加了于武汉体育中心举办的“武汉当代·2020姚基金慈善赛”。

#### 2020-21赛季
由于李慕豪在该赛季开始前转会至北京鸭，因此沈梓捷成为了此赛季深圳领航者的内线的唯一支柱，并被球队主教练邱彪视为球队的精神领袖。在常规赛第二轮对阵广东华南虎的比赛中，他得到职业生涯迄今为止最高的35分，但因为在比赛中质疑裁判对其使用“SOMA步”做出的违例判罚而引发争议。随后在常规赛第十轮对阵浙江金牛及第十一轮对阵福建鲟的比赛中，其分别得到28分、10个篮板及10分、20个篮板。而在常规赛第四十轮对阵新疆飞虎的比赛中，他得到24分及11个篮板，并在己方落后1分且距离比赛结束仅余4秒时命中一记后仰跳投，帮助球队胜出比赛。之后，在常规赛第四十九轮对阵浙江猛狮的比赛中，其得到22分、20个篮板。而在常规赛第五十二轮对阵广东华南虎的比赛中，他贡献6次封盖，由此以131次的单赛季总封盖数打破了由姚明保持的CBA单赛季常规赛盖帽数纪录（126次），并最终在该赛季常规赛阶段贡献138次封盖。然而，由于其在季后赛首场比赛开始前因违反防疫规定被停赛一场，且球队在该场单败淘汰制比赛中落败，因此其最终未能参加该赛季的季后赛。赛季期间，沈梓捷先后当选了第十四周及第十六周的最佳本土球员，并被评选为2021年3月的联赛最佳防守球员。随后，他入选该赛季国内球员最佳阵容第一阵容，并成为该赛季常规赛的扣篮王及盖帽王。此外，其在2021年中国男子篮球职业联赛全明星赛首发阵容投票中获得143826票，由此再次进入全明星赛正赛南区明星队首发名单，并在正赛中得到12分及8个篮板。

### 国家队生涯
2013年9月21日，沈梓捷入选中国国家男子少年篮球队参加2013年亚洲U16青年男子篮球锦标赛的11人大名单。比赛期间，他于对阵叙利亚及中国香港的小组赛等比赛中得到一些出场机会，最终随队获得赛事冠军。
2014年3月，沈梓捷首次入选由宫鲁鸣执教的中国国家男子篮球队集训大名单。8月，他入选中国国家男子青年篮球队参加2014年U17世界青年篮球锦标赛的参赛名单，但因为比赛日程与其在美国进行特训的时间冲突而未有参加。
2016年4月1日，沈梓捷入选中国国家男子奥运篮球队2016年集训名单（第一批）。5月，其随队参加“2016洲际篮球巅峰争霸赛”系列热身赛事，在重庆云阳站对阵立陶宛队的比赛中首发出场并得到5分；随后在重庆大足站比赛中，他于对阵加拿大队的比赛中得到6分，又在对阵立陶宛队的比赛中首发出场及得到9分。随后在“宝体杯”四国男篮争霸赛中，他于对阵美国队的比赛中投进全数7记两分球，最终得到全队最高的15分。7月底，其随队参加“2016亚特拉斯四国男篮对抗赛”，在贵州瓮安站对阵意大利队的比赛中首发出场，得到14分、10个篮板及贡献3次助攻、2次封盖；之后在湖南郴州站对阵美国队的比赛中，其继续以首发队员身份比赛，并与方硕、陶汉林得到10分的并列队内最高分。
2017年7月，沈梓捷再随国奥队于苏州参加“2017八国男篮争霸赛”，并在数场小组赛首发出场，期间在对阵白俄罗斯队的比赛中得到7分及8个篮板，并送出3次封盖，又在对阵乌克兰队时得到16分。之后，中国篮球协会于7月20日发布公告，宣布将其与孙铭徽由国奥队调入中国国家男子篮球队红队，以弥补后者因伤病导致的人员紧缺，惟其最终因脚部伤势而未能报到。10月23日，沈梓捷入选中国男篮红队出战2019年国际篮联篮球世界杯资格赛的大名单，并最终入围12人名单。在该系列赛中，他于对阵中国香港队的比赛中获得8分钟的上场时间，得到3分、6个篮板。
2018年4月20日，沈梓捷入围中国国家男子篮球队红队集训名单。而在中国男篮红、蓝两队合并后，其得到了李楠的留用，并随队参加了2019年男篮世界杯亚太区预选赛第五窗口期的比赛。2019年2月11日，他再次入围中国男篮集训名单，惟最终因伤病原因缺席了上述预选赛的第六窗口期比赛。5月6日，他入选中国男篮备战2019年男篮世界杯的20人集训名单，并在当年的中澳男篮对抗赛常州站比赛中得到10分。之后，他随队参加2019年NBA夏季联赛，在对阵密尔沃基雄鹿的比赛中出场14分钟，得到10分、3个篮板，并贡献1次封盖。而在随后的2019年斯坦科维奇洲际篮球冠军杯赛中，其在对阵突尼斯队及克罗地亚二队的比赛中皆有良好发挥，并因此被认为是比位置相仿的胡金秋更有机会留队。但在胡金秋被中国男篮裁员后，受肩部伤病影响的沈梓捷同样未能于在昆山举办的系列热身赛中获得出场机会；最终，他于当年8月14日被调出至中国国家男子奥运篮球队，而此番人事调动甚至引发了篮球圈内的极大争议。
回归国奥队后，沈梓捷随队参加了亚特拉斯系列热身赛，并在对阵斯洛文尼亚队的比赛中得到20分、2个篮板及贡献2次助攻、3次抢断，又在对阵比利时队的比赛中得到26分、4个篮板及送出5次助攻。系列赛结束后，他被国家男篮召回北京待命，但最终依然落选该队出战2019年男篮世界杯的12人名单。
2020年8月26日，沈梓捷在杜锋执教中国国家男子篮球队后首次入选该队的短期集训名单。次年2月2日，他入围中国男篮参加2021年亚洲杯篮球赛预选赛的集训名单，但最终因脚部扭伤未能参加集训。

## 技术特点
梯队时期，沈梓捷便表现出了良好的篮球天赋，当中弹跳能力甚至被认为是“不输同年龄段的美国小球员”，此外在运球、低位脚步、传球、封盖、突破、策应等方面皆被认为“有不错表现”。17岁时，其身高为2.1米，臂展则达到2.18米，而这臂展与身高之比被认为是“恐怖级”，因此被在美国特训期间的教练组称为“中国大鸟”。
进入职业联赛后，沈梓捷以封盖及争抢前场篮板见长，但在身体对抗方面则被认为是存在不足，且中远距离投射的能力亦较为欠缺。

## 球衣号码
- 10号：代表中国国家男子少年篮球队参赛时使用的号码。[1]
- 11号：在深圳烈豹及深圳领航者效力时使用的号码。[40]
- 20号：第十三届全运会代表广东队参赛时使用的号码。[127]
- 23号：代表中国国家男子奥运篮球队参赛时使用的号码。[128]
- 28号：代表中国国家男子篮球队参赛时使用的号码。[47]

## 轶事
- 由于在篮下有非常强大的防守能力，因此他被深圳队的球员称为“大树”。[129]
- 曾称自己更喜爱边上文化课、边训练的高中篮球氛围，并在被问及“若能回到17岁”时称会建议自己入读美国高校及参加NCAA。[130]

## 相关事件
2019年11月13日，沈梓捷在2019-20赛季CBA常规赛第五轮对阵北京鸭的比赛第三节剩余3分30秒时被替换下场，随后因为对队友杨林祎的防守状况不满而怒斥后者，并直接由球队席返回更衣室，惟有关事件一度被误传为“沈梓捷呵斥主教练王建军”。赛后，已平复心情的沈梓捷就上述事件于更衣室向杨致歉，沈、王二人亦在后续的新闻发布会上对有关情况做出了解释。
2021年1月10日，沈梓捷在2020-21赛季CBA常规赛第二十八轮对阵北京鸭的比赛中将准备罢赛的对方球员翟晓川劝回比赛场地；17日，他又在该赛季常规赛第三十一轮对阵山东王者的比赛中将准备与己方球员阿斯起亚·布克发生冲突的对方球员王汝恒拉走：因此，其被戏称为“CBA和平奖”获得者及“CBA和平大使”。但在当月19日，其在第三十二轮常规赛对阵青岛雄鹰的比赛中“用手故意拍打摆放在场地边的官方制作物，造成制作物损坏”，并因此被CBA公司处以人民币1万元的罚款。
2021年4月15日，CBA联盟宣布包含沈梓捷在内的7名篮球员因违反疫情防控相关规定被处以人民币1万元罚款，同时停赛1场；随后有消息指沈梓捷曾在常规赛第四阶段某日晚间到访诸暨的一间酒吧，逗留期间又与其他人员发生了冲突。最终，沈梓捷在处罚函件发放当日深夜于其个人社交媒体发文向公众致歉。

## 家庭
沈梓捷的主要家庭成员皆为运动员：他的外祖父母分别为江苏男篮1950-1960年代的主力球员马金寿及同时期的中国女篮球员张晓红，而他的父母亦曾分别于江苏男排及江苏女篮效力。

## 数据

### CBA常规赛
| 賽季    | 球隊       | GP     | GS     | MPG    | FG%    | 3P%    | FT%    | RPG    | APG    | SPG    | BPG    | PPG    |
| ------- | ---------- | ------ | ------ | ------ | ------ | ------ | ------ | ------ | ------ | ------ | ------ | ------ |
| 2015-16 | 深圳烈豹   | 无数据 | 无数据 | 无数据 | 无数据 | 无数据 | 无数据 | 无数据 | 无数据 | 无数据 | 无数据 | 无数据 |
| 2016-17 | 深圳烈豹   | 32     | 16     | 13.69  | 57.1   | 0.0    | 56.8   | 4      | 0.5    | 0.4    | 0.8    | 4.3    |
| 2017-18 | 深圳烈豹   | 34     | 3      | 16.53  | 56.3   | 0.0    | 53.1   | 4.3    | 0.7    | 0.4    | 0.7    | 5.5    |
| 2018-19 | 深圳烈豹   | 44     | 9      | 26.39  | 65.1   | 0.0    | 67.9   | 6.9    | 1      | 1      | 1.1    | 11.6   |
| 2019-20 | 深圳领航者 | 42     | 19     | 29.93  | 58.5   | 0.0    | 59.8   | 7.8    | 1.7    | 1      | 1.5    | 14.1   |
| 2020-21 | 深圳领航者 | 49     | 48     | 35.06  | 65.2   | 50.0   | 69.3   | 11.3   | 2.4    | 1.8    | 2.8    | 16.7   |

### CBA季后赛
| 賽季    | 球隊       | GP     | GS     | MPG    | FG%    | 3P%    | FT%    | RPG    | APG    | SPG    | BPG    | PPG    |
| ------- | ---------- | ------ | ------ | ------ | ------ | ------ | ------ | ------ | ------ | ------ | ------ | ------ |
| 2016-17 | 深圳烈豹   | 8      | 4      | 7.00   | 61.5   | 0.0    | 50.0   | 1      | 0.3    | 0      | 0.5    | 2.3    |
| 2017-18 | 深圳烈豹   | 7      | 2      | 19.14  | 55.2   | 0.0    | 62.5   | 5.7    | 0.9    | 0.1    | 0.7    | 5.3    |
| 2018-19 | 深圳烈豹   | 9      | 2      | 25.89  | 61.0   | 0.0    | 74.5   | 8.2    | 1.6    | 0.4    | 1.3    | 12.2   |
| 2020-21 | 深圳领航者 | 未参加 | 未参加 | 未参加 | 未参加 | 未参加 | 未参加 | 未参加 | 未参加 | 未参加 | 未参加 | 未参加 |